# Conflict: Desert Storm II
Conflict: Desert Storm II è un videogioco sparatutto in terza persona ambientato durante la guerra del Golfo. È stato sviluppato dalla Pivotal Games e poi distribuito in Italia dalla SCi Games il 19 settembre 2003.

## Trama
Il gioco comincia con quattro missioni d'addestramento (facoltative), ambientate tra il luglio e l'agosto 1990 in una base militare negli Stati Uniti. Oltre al sergente Boothe, già incontrato nel capitolo precedente, vi è un nuovo istruttore, il sergente Peters che sostituisce il sergente Franks (nella versione italiana a dare la voce al sergente maggiore è l'attore e doppiatore Oliviero Corbetta).
L'inizio della campagna è ambientato il 16 gennaio 1991, con l'avvio dell'operazione "Desert Storm": la campagna aerea degli alleati volta a liberare l'emirato del Kuwait dall'esercito iracheno di Saddam Hussein. La squadra tende un'imboscata ad una colonna mobile di missili SCUD, quando giunge una richiesta di soccorso dalla squadra Delta 2 (della Delta Force); Delta 2 è stata abbattuta sulla città di Al Hadar, nel nord dell'Iraq. Sul posto convergono due pattuglie: Alfa 1 (quella controllata dal giocatore) e una di supporto guidata dal sergente Arnold. Una volta fatta breccia nelle difese della città, la squadra deve raggiungere il luogo dov'è precipitato l'elicottero, ma Delta 2 si è ritirata in una posizione meglio difendibile. All'alba, la squadra si apre la strada combattendo contro fanteria, carri armati, tiratori scelti e squadre mortai, finché si ricongiunge con Delta 2. Assieme, le due squadre devono portare avanti la missione di Delta 2: distruggere un centro di comunicazione nemico. Sul posto, mentre Delta 2 piazza il C4, la squadra Alfa 1 deve difendere la posizione contro soverchianti forze irachene. La squadra della Delta Force viene evacuata via elicottero, mentre Alfa 1 viene recuperata da due jeep condotte dal sergente Arnold e dai suoi uomini; quindi il sito viene distrutto. 
Un mese dopo, il 18 febbraio 1991 la squadra Alfa 1 è coinvolta in una operazione del SAS britannico durante la guerra: ViCTOR 2. L'obiettivo è la distruzione dei mainframe, le antenne radio e i depositi di carburante delle forze corazzate irachene presso un centro di comunicazione nemico. Leffetto sorpresa viene meno e il nemico attacca in forze;.
In seguito inizia "Prigionieri di guerra", altra missione ispirata alla storia di una pattuglia del SAS britannico catturata durante la guerra (la Pattuglia Bravo Two Zero). I quattro commando sono catturati e portati nel famigerato carcere di Abu Graib a Baghdad. Bradley viene torturato da due ufficiali dei servizi segreti iracheni, ma rifiuta di ammettere di appartenere ad un'unità delle forze speciali, affermando invece di far parte di una squadra di ricerca e salvataggio in favore di piloti abbattuti. Un bombardamento alleato provoca la morte dei due aguzzini e dà a Bradley la possibilità di raggiungere l'armeria della prigione e di liberare i tre compagni. Dopo una complicata evasione i quattro riescono a lasciare la capitale nemica a bordo di un veicolo civile. Tuttavia, prima ancora di raggiungere la base, i commando, che indossano ancora le divise a pezzi e portano le armi sottratte ai nemici, si infiltrano in una base irachena, distruggono le rampe mobili dei missili SCUD e disarmano delle testate chimiche.
Le ultime missioni sono ambientate in Kuwait, nei giorni successivi al 24 febbraio 1991, quando si scatena l'offensiva di terra delle forze alleate. Nella missione "Falò del Kuwait" la squadra libera una raffineria che la Guardia Repubblicana irachena aveva minato, ricongiungendosi con il tenente colonnello Garrison della 2nd Marine Division. Gli iracheni tendono un'imboscata agli alleati, che vengono soccorsi.
L'ultimo incarico della squadra è di eliminare il "Supercannone", un'arma che potrebbe rendere l'offensiva alleata più sanguinosa e la vittoria incerta. I soldati liberano l'aeroporto di Kuwait City, eliminando tutta la contraerea nemica. Quindi, guidando inizialmente un carro armato, si fanno strada verso il porto, individuando i due supercannoni e chiamando incursioni aeree per distruggerli. I sistemi di comunicazione vengono invece eliminati col C4.
Il gioco finisce con la vittoria delle forze alleate, con un discorso dell'emiro del Kuwait che ringrazia gli alleati per aver liberato il suo Paese (l'emiro Jaber III era stato un personaggio giocabile nel precedente Conflict Desert Storm) e con la squadra che si rallegra per aver contribuito alla vittoria e per il meritato ritorno a casa.

## Modalità di Gioco
Il gioco è molto simile al precedente Conflict Desert Storm. Quando si inizia la campagna il giocatore sceglie se comandare una squadra delle forze speciali britanniche (lo Special Air Service) o statunitensi (la Delta Force), ma i soldati sono sempre gli stessi: il sergente Bradley, e i caporali Foley, Connors e Jones. Il gioco si articola in 10 missioni.

### Personaggi
I protagonisti sono gli stessi di Conflict Desert Storm, ognuno specializzato all'utilizzo di una tipologia di armi:
- John Bradley - Caposquadra/Fuciliere
- Paul Foley - Tiratore Scelto
- Mick Connors - Mitragliere/Addetto alle armi pesanti
- David Jones - Geniere-demolitore/Medico.

Il giocatore ha la possibilità di controllare al più un personaggio alla volta, tuttavia si ha la possibilità di passare da un personaggio all'altro in ogni momento.
La squadra dovrà sopravvivere ai vari attacchi nemici ad ogni costo: a differenza di DS1, dove se un membro muore viene sostituito (partendo però dal grado più basso "Soldato Scelto Private"), in DS2 se un membro muore la missione fallisce. 

### Armi
Ogni personaggio, oltre al coltello e alle granate, dispone di un vasto arsenale di armi:
- Pistole - Beretta Modello 92, SIG P228, pistola lanciarazzi, Desert Eagle, Makarov.
- Mitra - MP5-SD.
- Fucili d'assalto - Colt M16A2, AK-47, Colt M16, AK-74, AKS-74U.
- Fucili a pompa - Remington 870CS.
- Mitragliatrici - M60E3, PK, M249 SAW, RPK-74.
- Fucili di precisione - Heckler & Koch PSG-1, SVD Dragunov, Accuracy International L96A1 Moderated, Barrett M82A1 "Light Fifty".
- Lanciarazzi - RPG-7, SA-7 Grail, LAW 66, LAW-80.

## Accoglienza
Il gioco è stato apprezzato dalla critica, ed ancor più dai giocatori: sull'aggregatore Metacritic, ha ottenuto un punteggio della critica di 70/100 (sulla base di 21 recensioni) ed un punteggio degli utenti di 8.3/10 (sulla base di 40 recensioni). Analogamente, la testata italiana Multiplayer.it ed i suoi utenti hanno valutato il gioco rispettivamente con 7/10 e 8.3/10. IGN invece ha dato 7.9, considerandolo un buon gioco. Everyeye.it ha invece valutato il titolo come "più che mediocre", considerandolo «metà strada tra il simulativo e l'arcade».